# Dumitru Constantin Dulcan
Dumitru Constantin Dulcan (n. 6 noiembrie 1938, Mârghia de Sus, România) este un medic neurolog și psihiatru, autor de literatură filozofică și metafizică. Este cunoscut în special pentru lucrarea Inteligența materiei, publicată în România sub o formă cenzurată în perioada comunistă, dar republicată integral și cu adăugiri după Revoluția din 1989.
Autorul este medic militar specialist în neurologie, profesor universitar la Universitatea „Titu Maiorescu” din București.

## Inteligența materiei
Cartea sa „Inteligența materiei” a fost distinsă în 1992, cu premiul Academiei Române pentru filozofie „Vasile Conta”.
În această carte, publicată în 1981, autorul încerca să arate că „știința deținea, deja”, dovezile existenței lui Dumnezeu, manifestat în toate formele vii.
Autorul susține că sistemul nervos nu este singura structură capabilă de a prelucra informație la nivelul organismelor vii și admite existența, la nivelul tuturor celulelor, a unei structuri care suplinește funcția sistemului nervos. Opiniile sale s-au alăturat celor ale unui cercetător ca Bruce Lipton⁠(en)[traduceți], care bazându-se pe observații a postulat inteligența celulelor  (Lipton fiind însă unul dintre cei ignorați de trendul majoritar al științei descris fiind de către chirurgul oncolog David Gorski⁠(en)[traduceți] drept cineva care înțelege în mod eronat biologia evoluționistă).
Conform jurnalistului Marius Vasileanu, cartea "Inteligența materiei" „a fost una dintre cele mai inspirate și subversive formule de a vorbi în plin comunism despre minunile făcute de Dumnezeu”
și „una dintre importantele contribuții ale cercetării românești (inclusiv de ordin militar) aflată la granița dintre știință și spiritualitate”.

## Activitatea medicală
De profesie medic militar, cu specializările neurologie și psihiatrie, Dulcan și-a legat numele de Spitalul Militar Central din București, unde a condus secția de neuropsihiatrie, apoi clinica de neurologie, având gradul militar de general de brigadă începând cu 1993.
Conferențiar universitar din 1993 și apoi profesor universitar din 1998, predă la Universitatea privată „Titu Maiorescu” din București, unde este șef al catedrei de neurologie.
Este membru al unor societăți științifice naționale și internaționale (Academia Americană de Neurologie, Societatea Europeană de Neurologie, Organizația Internațională de Cercetare a Creierului), precum și președinte al Societății Române de Acupunctură.

## Publicații
- „Inteligența materiei” (1981)
- „Mintea de dincolo”, care abordează experiențele morții clinice [11]
- „Oglinda conștiinței” (2003)
- „În căutarea sensului pierdut” (2008)
- „Somnul rațiunii”
- „Către noi înșine”
- „Gândirea omului modern”
- „Culmi și limite”
- „Calea Vindecării" (2023)